# Беряса
Беряса (рум. Bereasa) — село у повіті Васлуй в Румунії. Входить до складу комуни Денешть.
Село розташоване на відстані 292 км на північний схід від Бухареста, 22 км на північ від Васлуя, 36 км на південь від Ясс.

## Населення
За даними перепису населення 2002 року у селі проживали 269 осіб, з них 268 осіб (99,6%) румунів. Усі жителі села рідною мовою назвали румунську.